# نووه خووووچتسه
نووه خووووچتسه (به لاتین: Nowe Hołowczyce) یک روستا در لهستان است که در گمینا سارناکی واقع شده‌است.